# 세르비아 국립은행
세르비아 국립은행(세르비아어: Народна банка Србије, Narodna banka Srbije)은 세르비아의 중앙은행으로서 경제운용과 물가 변동에 초점을 두고 있다.
중앙은행의 여느 역할과 마찬가지로 통화 정책에 중점을 두면서 외환보유고와 지폐, 주화의 통제권을 갖고 있으며 전반적인 재계 시스템에 대한 감독권을 갖는다.

## 같이 보기
- 세르비아 디나르